# Janowice (powiat świdnicki)
Janowice – wieś w Polsce położona w województwie lubelskim, w powiecie świdnickim, w gminie Mełgiew.
Wieś królewska położona była w drugiej połowie XVI wieku w powiecie lubelskim województwa lubelskiego.
W latach 1954–1959 wieś należała i była siedzibą władz gromady Janowice, po jej zniesieniu w gromadzie Mełgiew. W latach 1975–1998 miejscowość należała administracyjnie do województwa lubelskiego.
Wieś jest sołectwem w gminie Mełgiew. Według Narodowego Spisu Powszechnego z roku 2011 wieś liczyła 346 mieszkańców.
Wierni Kościoła rzymskokatolickiego należą do parafii św. Wita w Mełgwi.

## Historia
Wieś z rodowodem w wieku XIV. W dokumentach występuje od roku 1330 wówczas jako własność Dzierżka, kanonika krakowskiego i Hostasjusza jego brata – protoplastów rodu Firlejów, w tym roku Władysław I Łokietek przeniósł wsie należące do braci w tym Janowiec i Mełgiew na prawo średzkie. W roku 1676 płacono tu pogłówne od 40 poddanych.
Janowice w wieku XIX stanowiły wieś i folwark w powiecie lubelskim, gminie i parafii Mełgiew. Według spisu miast, wsi, osad Królestwa Polskiego z 1827 roku było tu 27 domów i 129 mieszkańców.
Folwark Janowice z wsią tej nazwy podług opisu z r. 1868 posiadał rozległość 1235 mórg [...]. Wieś Janowice posiadała osad 36 z gruntem mórg 545.